# 三叉坑
三叉坑，是新北市雙溪區的一個地名，位於該區中部偏西北，範圍大致為外柑里東半部。在地理上，三叉坑全境屬於雙溪二級支流三叉坑溪流域。

## 歷史
台灣清治末期，三叉坑地區為一街庄，稱為「三叉坑庄」，隸屬於三貂堡。該庄西北與柑腳庄為鄰，東北與平林庄、丁仔蘭坑庄為鄰，南邊為大平庄、料腳坑庄。
1901年（日治明治三十四年）11月，該庄隸屬於基隆廳，編入第九區。1905年（明治三十八年）7月，第八區、第九區合併為「頂雙溪區」。1920年（大正九年），該庄改制為「三叉坑」大字，隸屬於臺北州基隆郡雙溪庄，大字下有「三叉坑」、「大埤」、「四分子」小字名。
戰後雙溪庄改制為雙溪鄉，隸屬於臺北縣，大字亦改制為村。2010年（民國99年）12月，臺北縣升格為新北市，雙溪鄉改制為雙溪區，村改制為里。